# L'oracolo (opera teatrale)
L'Oracolo è un'opera in un atto di Franco Leoni su libretto di Camillo Zanoni tratto dalla pièce The Cat and the Cherub di Chester Bailey Fernald.
La prima avvenne al Covent Garden di Londra il 28 Giugno 1905. L'opera, ambientata nella Chinatown di San Francisco,  raffigura eventi fortemente melodrammatici, a tratti grotteschi, tra cui il rapimento di un neonato e due omicidi.

## Trama
L'opera inizia con il canto di un gallo (previsto in partitura) e da schiamazzi in un cinese inventato. Il protagonista è il gestore di una fumeria d'oppio, Cim-Fen, innamorato della giovane Ah-Joe. Durante la festa per il Capodanno cinese, Cim-Fen ignora l'avvertimento di un indovino, rapisce il nipotino della ragazza e ottiene la sua mano come riscatto. La giovane però è innamorata, ricambiata, da San-Lui, che riesce a liberare il bambino, per venire poi ucciso da Cim-Fen. Ciononostante, Cim-Fen a sua volta verrà ucciso dallo zio della ragazza, Uin-Sci, che lo strangolerà con il suo codino.

## Ricezione della critica
Le performance londinesi, dirette da André Messager con Antonio Scotti nei panni del cattivo "Cim-Fen" sono state ben accolte: The Observer scrisse della partitura: "Non è mai noioso, nemmeno per un istante. L'autore ha facilità melodica ... e una grande padronanza della sua orchestra ... La sua musica non appartiene a nessuna scuola tranne quella della modernità, con un sapore italiano moderno". Tuttavia, L'Oracolo ha avuto solo un modesto impatto a Londra e ha abbandonato il repertorio del Covent Garden. Un critico scrisse del lavoro: "Qualsiasi opera che inizia con tre schiamazzi, un canto di gallo molto rumoroso, un coro che grida in falso cinese e poi si lancia in un assolo veemente non accompagnato ... ha chiaramente qualcosa dalla sua parte".

## Esecuzioni
L'Oracolo è l'unica opera di Leoni che abbia mantenuto un posto nel repertorio dei maggiori teatri d'opera per un certo periodo. Il baritono Antonio Scotti (creatore del ruolo di Uin-Scî) ebbe per tutta la vita una passione per quest'opera, tanto che la scelse anche per il suo addio alle scene nel 1933. L'opera ebbe un certo successo al Metropolitan Opera, che la mise in scena di tanto in tanto per tutta la prima metà del Novecento. Successivamente fu eseguita raramente, ma tornò all'attenzione del pubblico quando il direttore Richard Bonynge fece una registrazione completa dell'opera nel 1975 con sua moglie, Joan Sutherland, e il veterano Tito Gobbi nei panni del cattivo. Quella registrazione in LP è stata ristampata in CD nel 1996.  Occasionali revival teatrali includono quelli al Curtis Institute (1949), alla Philadelphia Opera (1952), alla Glasgow Grand Opera Society (1994) e all'Opera di Francoforte, 2009.